# عنوان الزمان في تراجم الشيوخ والأقران
عنوان الزمان في تراجم الشيوخ والاقرانهو كتاب في الطبقات والتراجم، ألفه الحافظ برهان الدين البقاعي (809-885)، ذكر المؤلف في كتابه تراجم وخطب ومرويات شيوخه الذين أخذ عنهم علمه ودرس ونشأ على يديهم، وقد قسم كتابه إلى قسمين : الأول للرواة والثاني للمرويات.
قال الإمام برهان الدين البقاعي في مقدمة كتابه:
| عنوان الزمان في تراجم الشيوخ والأقران | هذه تراجم شيوخى الذى أخذت عنهم فنون العلم تطلابا, ورتبت على حروف المعجم أسماء آبائهم وإن علوا أنسابا, وأدخلت فيهم جمعا جما من أجلاء الأخلاء رجحوا شبابا وفصحوا خطابا, وأشرت إلى ما لكل من منقول ومعقول بحسب اطلاعى احتسابا, وذكرت من حال كل ما عرفته ورأيت ذكره صوابا, أرجو بذلك يوم الجزاء ثوابا, لعل وعسى أن أفوز بدار المقامة مستقرا ومآبا. بدأته بالأحمدين تيمنا باسم سيد الأولين والآخرين, عليه منى صلاة وسلاما دائمين: طابا. وها أنذا قد عزمت متوكلا على الله الجليل, وهو حسبى ونعم الوكيل ورتيته على مقدمة وقسمين: (الأول) في أسماء الرواة. (الثانى) في أسماء المرويات. وكل من القسمين مرتب على حروف المعجم, وزوجت النساء بالرجال, وجعلت الشهود تلك الإجازات العوال, وبذلت من ظهور نفائس الأوقات الغوال, وذكر الأيام وسهر الليال, وقلدت النحور جواهر البحور, ودرر الموشحات والأزجال | عنوان الزمان في تراجم الشيوخ والأقران |